# Jay Haas
Pour les articles homonymes, voir Haas.
Jay Haas, né le 2 décembre 1953 à Saint-Louis, est un golfeur américain

## Palmarès

### Ryder Cup
- participation en 1983, 1995, 2004

### PGA Tour
- 1978 Andy Williams-San Diego Open Invitational
- 1981 U.S. Bank Championship de Milwaukee, B.C. Open
- 1982 Hall Of Fame, Texas Open
- 1987 Big "I" Houston Open
- 1988 Bob Hope Chrysler Classic
- 1992 Federal Express St. Jude Classic
- 1993 H.E.B. Texas Open

### Autres victoires
- 1991 Mexican Open
- 1996 Franklin Templeton Shootout (with Tom Kite)
- 2004 CVS Charity Classic (with son Bill)

### Tour Sénior
- 2005 Greater Hickory Classic at Rock Barn, SBC Championship
- 2006 Liberty Mutual Legends of Golf, FedEx Kinko's Classic, Senior PGA Championship *

*Considéré comme tournoi majeur sur le tour sénior

### Compétitions par équipes
- Walker Cup: 1975
- Presidents Cup: 1994, 2003